# Facundo Díaz Acosta
Facundo Díaz Acosta (* 15. Dezember 2000 in Buenos Aires) ist ein argentinischer Tennisspieler.

## Karriere
Díaz Acosta spielte auf der Junior Tour und erreichte im Oktober 2018 dort seine höchste Platzierung in der Junior-Rangliste mit Platz 6. Seine mit Abstand besten Turnierresultate erzielte er bei den Olympischen Jugend-Sommerspielen 2018. Dort gewann er im Einzel die Silbermedaille. Im Finale hatte er Hugo Gaston unterlegen. Im Doppel gewann er zusammen mit Sebastián Báez die Goldmedaille. Sie siegten im Finale gegen die taiwanische Paarung aus Ray Ho und Tseng Chun-hsin. Dies war gleichzeitig sein letztes Juniorenturnier.
Im Jahr 2019 begann er an Turnieren der Profis teilzunehmen. Hier spielte er hauptsächlich auf der drittklassigen ITF Future Tour, wo er in seinem ersten Jahr dreimal das Finale erreichen konnte, einmal blieb er dabei siegreich. In Buenos Aires und Guayaquil konnte er auch die ersten Male auf der ATP Challenger Tour Siege feiern und das Achtelfinale erreichen. Seinen bislang einzigen Einsatz auf der ATP Tour hatte der Argentinier im Februar 2020, als er für das Turnier in Buenos Aires eine Wildcard erhielt. In seinem ersten Match auf dieser Ebene unterlag er Pedro Sousa in drei Sätzen. Vor der coronabedingten Zwangspause im März gewann er noch seinen zweiten Future-Titel, wodurch er auf sein Karrierehoch von Platz 402 in der Tennisweltrangliste stieg.
Díaz Acosta gab bei den French Open 2023 sein Grand-Slam-Debüt im Hauptfeld, nachdem er als Lucky Loser in die Auslosung eingestiegen war. Auch bei den US Open 2023 verlor er in der ersten Runde gegen John Isner.

### 2024 Erster ATP-Titel
2024 gab er sein Debüt bei den Australian Open und verlor gegen den an Nummer 12 gesetzten Taylor Fritz in fünf Sätzen. In Córdoba erreichte er sein erstes ATP-Viertelfinale und besiegte auf dem Weg zwei Landsleute, den Qualifikanten und ATP-Debütanten Federico Agustín Gómez und den Lucky Loser Thiago Agustín Tirante. In der darauffolgenden Woche erreichte Díaz Acosta in Buenos Aires sein erstes ATP-Finale. Er gewann den Titel ohne Satzverlust und besiegte im Finale den an Position drei gesetzten Nicolás Jarry. Damit erreichte er ein neues Karrierehoch in der ATP-Weltrangliste mit Platz 59.

## Erfolge
| Legende (Anzahl der Siege) |
| Grand Slam                 |
| ATP Tour Finals            |
| ATP Tour Masters 1000      |
| ATP Tour 500               |
| ATP Tour 250 (1)           |
| ATP Challenger Tour (6)    |

| ATP-Titel nach Belag |
| Hartplatz (0)        |
| Sand (1)             |
| Rasen (0)            |

### Einzel

#### Turniersiege

##### ATP Tour
| Nr. | Datum            | Turnier      | Belag | Finalgegner   | Ergebnis |
| --- | ---------------- | ------------ | ----- | ------------- | -------- |
| 1.  | 18. Februar 2024 | Buenos Aires | Sand  | Nicolás Jarry | 6:3, 6:4 |

##### ATP Challenger Tour
| Nr. | Datum             | Turnier    | Belag | Finalgegner          | Ergebnis        |
| --- | ----------------- | ---------- | ----- | -------------------- | --------------- |
| 1.  | 14. Mai 2022      | Coquimbo   | Sand  | Pedro Boscardin Dias | 7:5, 7:64       |
| 2.  | 30. April 2023    | Savannah   | Sand  | Tristan Boyer        | 6:3, 6:1        |
| 3.  | 20. Mai 2023      | Oeiras     | Sand  | Aleksandar Vukic     | 6:4, 6:3        |
| 4.  | 9. Juli 2023      | Mailand    | Sand  | Matteo Gigante       | 6:3, 6:3        |
| 5.  | 19. November 2023 | Montevideo | Sand  | Thiago Monteiro      | 6:3, 4:3 aufgg. |

### Doppel

#### Turniersiege
| Nr. | Datum             | Turnier | Belag | Partner                 | Finalgegner                                   | Ergebnis          |
| --- | ----------------- | ------- | ----- | ----------------------- | --------------------------------------------- | ----------------- |
| 1.  | 9. September 2022 | Sevilla | Sand  | Román Andrés Burruchaga | Nicolás Álvarez Varona Alberto Barroso Campos | 7:5, 6:78, [10:7] |